# Balle éponge
Les balles éponges sont de petites balles d'environ 4 cm de diamètre, en mousse, servant à la magie rapprochée. Par sa dextérité, le prestidigitateur donne à son public le sentiment que les balles disparaissent ou apparaissent, et avec des déclinaisons de cette manipulation qu'elles se multiplient, changent de forme ou de couleur.

## Histoire
Le magicien américain Albert Goshman a popularisé leur utilisation et est parfois considéré à tort comme l'inventeur de ces balles. Elles ont été créées vers 1925 par le magicien américain Jesse J. Lybarge, sous le nom de « Phantom Balls » (balles fantômes).

## Tour
Le prestidigitateur utilise la capacité de la balle à s'écraser très petit pour la dissimuler. Il peut ainsi la pincer entre deux doigts ou l'empalmer. Il peut également faire croire qu'il place une balle dans la main d'un spectateur en en plaçant en réalité plusieurs. Les autres techniques de manipulation des prestidigitateurs s'ajoutent à cette capacité, notamment de faire passer la balle d'une main à l'autre, d'en dissimuler à certains endroits (dans des poches, au fond d'un gobelet…). Toutes ces manipulations s'additionnent selon le talent du magicien pour construire un tour, allant de la simple apparition d'une balle, ou d'une deuxième balle, ou d'une balle d'une taille différente, jusqu'à des routines très élaborées où les balles passent d'une main à l'autre jusqu'à perdre le spectateur.

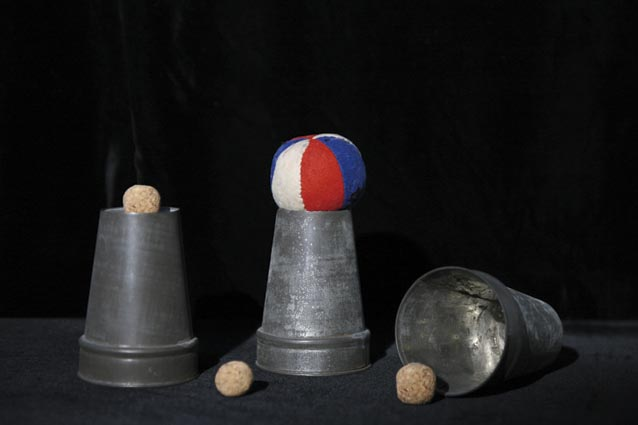
Jeu du gobelet.

Un autre type d'escamotage peut utiliser les balles éponges : le jeu du gobelet. Outre les techniques de ce jeu, la matière de la balle permet de la faire disparaître y compris lorsque le joueur a correctement désigné le gobelet. Dans le bonneteau, une méthode d'arnaque consiste à ne placer la balle sous aucun gobelet, mais de la faire apparaître sous un mauvais gobelet après le choix du joueur.

## Matière
Les balles sont en mousse de polyuréthane, en caoutchouc spongieux mais on en trouve en éponge naturelle. Traditionnellement elles sont rouges et mesurent 1 à 4 pouces de diamètre, soit environ 2,5 à 10 centimètres, mais chaque magicien choisi selon son besoin.